# Persoonia oleoides
Persoonia oleoides (лат.) — кустарник, вид рода Персоония (Persoonia) семейства Протейные (Proteaceae), эндемик Нового Южного Уэльсав Австралии.

## Ботаническое описание

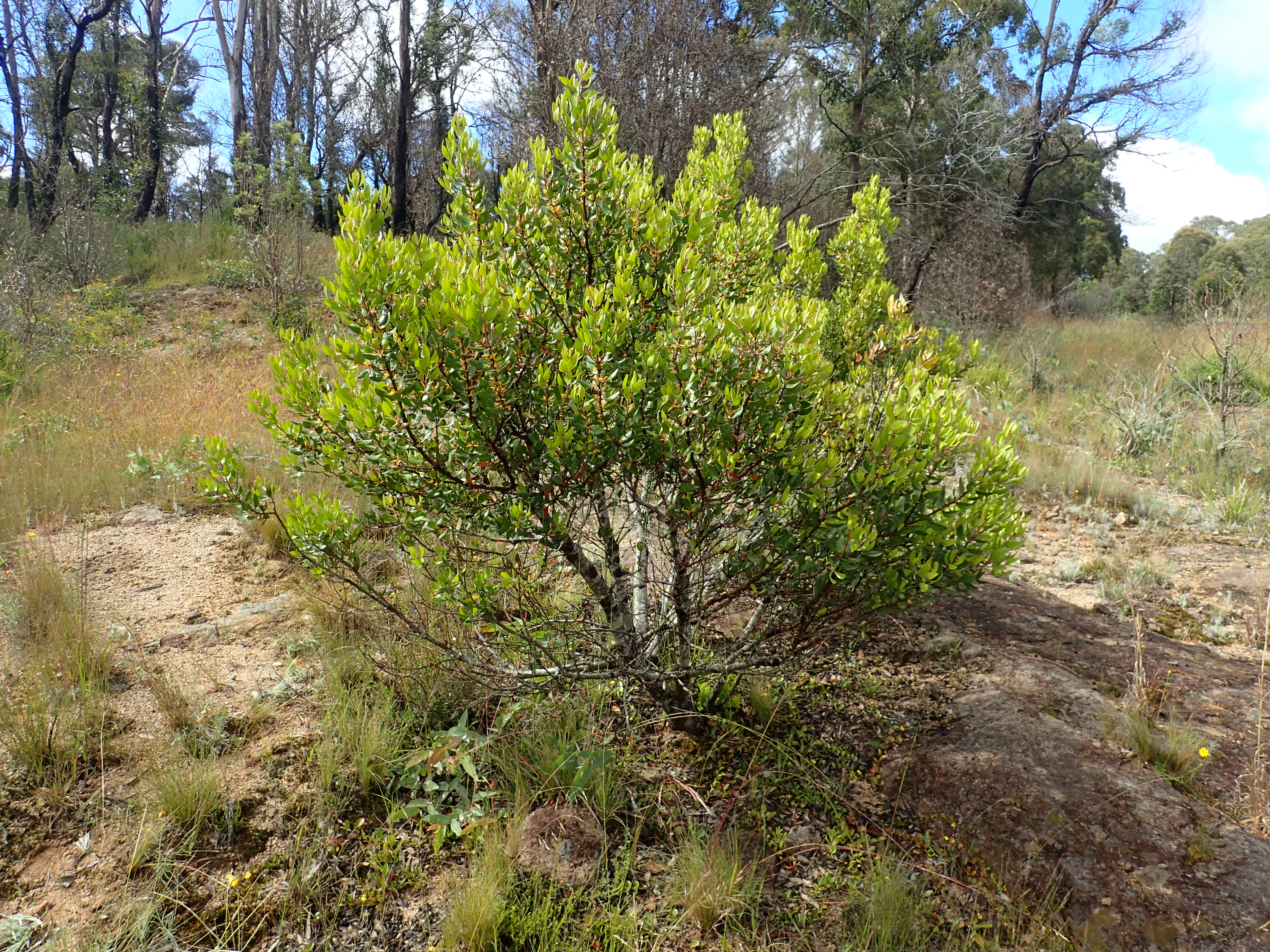
Общий вид

Persoonia oleoides — прямостоячий или стелющийся кустарник высотой 0,2-1 м с гладкой корой. Молодые ветви покрыты сероватыми или ржавыми волосками. Листья расположены поочередно, от продолговатых до эллиптических, яйцевидных или лопатообразных, длиной 20-60 мм и шириной 4-15 мм. Цветки расположены в пазухах листьев или на концах ветвей, иногда на цветоносе со спящей почкой на конце, иногда цветонос продолжает расти в листовой побег. В первом случае на цветоносе может быть до трёх цветков длиной до 10 мм. В случае цветоноса, который перерастает в листовой побег, на нём бывает до двадцати пяти цветков длиной до 130 мм. Каждый цветок имеет цветоножку длиной 1-3 мм, листочки околоцветника жёлтые, опушённые, длиной 10-15 мм. Цветение происходит с января по февраль, плод представляет собой костянку зелёного цвета, иногда с пурпурными полосами.

## Таксономия
Вид был описан в 1991 году австралийскими ботаниками Лоренсом Джонсоном и Питером Уэстоном в журнале Telopea.

## Распространение и экология
Persoonia oleoides — эндемик австралийского штата Новый Южный Уэльс. Растёт в лесу между верховьями реки Кларенс, верховьями реки Маклей и вершинами Баррингтон в восточной части Нового Южного Уэльса.